# Гейт (Оклахома)
Гейт (англ. Gate) — місто (англ. town) в США, в окрузі Бівер штату Оклахома. Населення — 60 осіб (2020).

## Географія
Гейт розташований за координатами 36°51′6″ пн. ш. 100°3′19″ зх. д. / 36.85167° пн. ш. 100.05528° зх. д. (36.851694, -100.055217).  За даними Бюро перепису населення США в 2010 році місто мало площу 0,65 км², уся площа — суходіл.

### Клімат
| Клімат : Гейт         | Клімат : Гейт | Клімат : Гейт | Клімат : Гейт | Клімат : Гейт | Клімат : Гейт | Клімат : Гейт | Клімат : Гейт | Клімат : Гейт | Клімат : Гейт | Клімат : Гейт | Клімат : Гейт | Клімат : Гейт | Клімат : Гейт |
| Показник              | Січ.          | Лют.          | Бер.          | Квіт.         | Трав.         | Черв.         | Лип.          | Серп.         | Вер.          | Жовт.         | Лист.         | Груд.         | Рік           |
| Середній максимум, °C | 7,9           | 10,8          | 15,8          | 21,8          | 26,3          | 32,0          | 35,2          | 34,1          | 29,2          | 23,4          | 15,1          | 9,1           | 21,7          |
| Середній мінімум, °C  | −7,5          | −4,9          | −0,4          | 6,2           | 11,8          | 17,2          | 20,1          | 18,9          | 14,3          | 6,9           | −0,2          | −5,8          | 6,4           |
| Норма опадів, мм      | 15            | 20            | 43            | 46            | 76            | 74            | 61            | 74            | 53            | 36            | 28            | 18            | 546           |
| --------------------- | ------------- | ------------- | ------------- | ------------- | ------------- | ------------- | ------------- | ------------- | ------------- | ------------- | ------------- | ------------- | ------------- |
| Джерело: weather.com  |               |               |               |               |               |               |               |               |               |               |               |               |               |

## Демографія
Згідно з переписом 2010 року, у місті мешкали 93 особи в 43 домогосподарствах у складі 26 родин. Густота населення становила 143 особи/км².  Було 56 помешкань (86/км²).
Расовий склад населення:
| - 81,7 % — білих - 6,5 % — чорних або афроамериканців - 3,2 % — корінних американців - 6,5 % — осіб інших рас |

До двох чи більше рас належало 2,2 %. Частка іспаномовних становила 11,8 % від усіх жителів.
За віковим діапазоном населення розподілялося таким чином: 23,7 % — особи молодші 18 років, 61,2 % — особи у віці 18—64 років, 15,1 % — особи у віці 65 років та старші. Медіана віку мешканця становила 40,8 року. На 100 осіб жіночої статі у місті припадало 82,4 чоловіків;  на 100 жінок у віці від 18 років та старших — 91,9 чоловіків також старших 18 років.
Середній дохід на одне домашнє господарство  становив 55 084 долари США (медіана — 33 750), а середній дохід на одну сім'ю — 66 758 доларів (медіана — 60 000). За межею бідності перебувало 9,1 % осіб, у тому числі 15,4 % дітей у віці до 18 років та 0,0 % осіб у віці 65 років та старших.
Цивільне працевлаштоване населення становило 52 особи. Основні галузі зайнятості: сільське господарство, лісництво, риболовля — 38,5 %, освіта, охорона здоров'я та соціальна допомога — 15,4 %, виробництво — 13,5 %.